# Деревянкин, Андрей Николаевич
Андрей Николаевич Деревянкин (род. 10 июля 1959, посёлок Краснореченск, Елизовский район, Камчатская область) — политик, советский диссидент, бывший политзаключённый (в 1984-1987, 1997-1998, 2000-2004 годах).

## Происхождение
Родился 10 июля 1959 года в военном авиационном гарнизоне — посёлок Краснореченск Елизовского района Камчатской области — в семье военнослужащего. Православный христианин.
Мать, Деревянкина (Назарова) Анастасия Павловна — учительница биологии и химии. Отец, Деревянкин Николай Петрович — офицер ВВС, участник советско-финской и Второй мировой войн.
Родители матери и отца, а также все их предки — русские крестьяне, землепашцы.
Прадед по материнской линии, Назаров Яков Григорьевич — участник Первой мировой войны, полный Георгиевский кавалер.
Сестра, Артамонова Елена Николаевна — доктор технических наук, профессор, советский и российский учёный, специалист в области сопротивления материалов, строительной механики и теории упругости.

## Борьба с советским тоталитаризмом
Определяющее влияние на формирование религиозности, свободолюбия и, соответственно, антисоветских убеждений Андрея Деревянкина оказала его мать, пережившая ужасы сталинского террора и колхозного строя.
С 1979 года Андрей Деревянкин участвовал в оппозиционном диссидентском движении. В 1980 году был исключен из Саратовского юридического института им. Д. И. Курского за деятельность по созданию антисоветской группы среди студентов. Согласно данным уголовного дела, «в 1979—1980 гг. во время учёбы в институте допускал антисоветские разговоры; писал и расклеивал в Саратове и Туле (по месту жительства) листовки с призывом вступать в нелегальную организацию „Справедливость“, „с указанием способов конспирации, с изложением необходимости налаживания связи с иностранцами для провоза в СССР антисоветской литературы“, предлагал использовать опыт работы польской „Солидарности“. Всего расклеил более 200 листовок».
После 1980 года некоторое время проживал в Иванове, где создал подпольный кружок под названием «Русская секция IV Интернационала» Пытался наладить связь с парижским секретариатом IV Интернационала. (Позднее А. Деревянкин отошёл от левомарксистских взглядов).
В 1983 году, после службы в Советской Армии, был восстановлен в институте, который окончил с отличием в 1984 году.
В октябре 1984 года арестован КГБ в Туле за попытку создания независимого профсоюза «Справедливость» и распространение в сентябре того же года в Москве и Туле около 500 экземпляров листовок от имени оргкомитета этого профсоюза. Листовки призывали «всех думающих и честных людей поддержать тех, кто выступает против кремлёвской тирании, показать властям, что мы живы и действуем». Предъявлено обвинение по ст. 70 ч.1 УК РСФСР (антисоветская агитация и пропаганда). Суд состоялся в марте 1985 года. Шесть месяцев Деревянкин находился в СИЗО Тулы, затем до марта 1987 года содержался в Орловской СПБ (спецпсихбольнице тюремного типа Министерства внутренних дел СССР). В Орловской СПБ находилось тогда не менее восьми человек, осуждённых по 70-й статье УК. Один из них, Владимир Титов, бывший сотрудник КГБ, порвавший с этим ведомством и вступивший в ряды Народно-Трудового Союза российских солидаристов (НТС), там же принял Деревянкина в состав НТС. В марте 1987 года А. Деревянкин освобождён.
После освобождения продолжал оппозиционную деятельность. В 1988 году принял участие в создании первой оппозиционной партии в СССР — Демократического Союза (ДС), избирался в Центральный КС ДС, участвовал в первом (май 1988 года, Москва) и втором (январь 1989 года, Рига) съездах ДС.
Входил в руководство (Совет) Народно-Трудового Союза российских солидаристов (НТС), возглавлял московский филиал издательства «Посев». Вёл эмиссарскую деятельность от
НТС по всей территории СССР. Помогал созданию групп НТС во многих городах страны, содействовал профсоюзному и стачечному движению шахтёров Воркуты и Кузбасса.
В 1988-90 годах неоднократно подвергался задержаниям и административным арестам за участие в пикетах и митингах.

## Борьба с постсоветским режимом
В сентябре 1993 года Андрей Деревянкин вышел из НТС из-за несогласия с проправительственным курсом НТС, участвовал в защите Белого дома, Парламента России. Затем работал юрисконсультом в ряде московских банков. Создал общественное объединение «Ave Maria» («Радуйся, Мария»).
10 сентября 1997 года А. Деревянкин был арестован Федеральной службой безопасности России и помещен в московскую тюрьму «Матросская тишина». Причиной ареста явились оппозиционная деятельность и диссидентское прошлое Деревянкина. Во время обысков, проводившихся ФСБ РФ на работе Деревянкина в банке «Кредитный Союз» в Москве сотрудник центрального аппарата ФСБ РФ капитан Е. Авсеенко на протяжении двух дней подвергал юрисконсульта Деревянкина глумлению, издевательствам и угрозам, устраивал провокации. В ответ на тяжкое оскорбление — как бывшего диссидента — А. Деревянкин жестоко избил капитана ФСБ Е. Авсеенко в кабинете председателя правления банка. На протяжении месяца в тюрьме «Матросская тишина» Деревянкин подвергался изощренным пыткам сотрудников центрального аппарата ФСБ РФ. Протестуя, Андрей Деревянкин выдержал двадцатипятидневную голодовку, включая десятидневную «сухую». Проводилась кампания в его защиту, как политзаключённого. Благодаря вмешательству независимой прессы и международных правозащитных организаций (Helsinki Citizen Assembly и других) Деревянкин был освобожден в марте 1998 года.
6 мая 2000 года был задержан в г. Саратов сотрудниками ФСБ, по версии следствия, при расклеивании листовок. При обыске у него дома были изъяты, по версии обвинения, более сотни листовок, озаглавленных «Разыскивается особо опасный преступник Путин В. В.», «К оружию» и «Ко всем экипажам». 11 мая 2000 года в газете «Саратовские вести» было опубликовано сообщение пресс-службы УФСБ по Саратовской области, в котором излагалась официальная версия ареста Деревянкина. Газета «Коммерсантъ» (№ 233 (2118) от 10.12.2000) привела выдержки из листовок, адресованных экипажам Ту-160 и расклеенных в Энгельсском лётном городке, на аэродроме и в служебной части, рядом со штабами дивизии и полков: «Ко всем экипажам тяжелой бомбардировочной дивизии. Господа офицеры! Всего один выстрел по Кремлю и… возродится нация… укрепится российская валюта… улучшится климат. Птицы запоют радостнее, солнце засияет ярче, небо станет голубее».
Одним из главных пунктов обвинения было создание в интернете веб-сайта движения «Радуйся, Мария», материалы которого суд квалифицировал как призывы к вооружённому свержению власти и приготовление к созданию незаконных вооруженных формирований (статьи 30 ч. 1 и 208 ч. 1; 280 ч. 1 УК РФ). Сайт был создан в 1999 году. Коллегия присяжных признала Андрея Деревянкина «виновным и не заслуживающим снисхождения». 8 декабря 2000 года Саратовский областной суд под председательством судьи С. Г. Рубанова приговорил его к 4 годам лишения свободы. 17 апреля 2001 года Верховный Суд РФ оставил приговор без изменения.
Все четыре года лишения свободы Андрей Деревянкин провёл в одиночном заключении.
В 2004 году Андрей Деревянкин был освобождён. После освобождения продолжал оппозиционную политическую деятельность. В 2010 году возглавил международный комитет «Катынь-2» по расследованию гибели руководства Польши при авиакатастрофе под Смоленском. В 2006-2011 годах и позднее неоднократно выступал против ареста и заключения публициста Бориса Стомахина.
В 1988—2014 годах публиковался в газете ДС «Свободное слово». С 7 мая 1988 года Андрей Деревянкин состоит в оппозиционной партии Демократический Союз.
Валерия Новодворская неоднократно выступала с критикой Андрея Деревянкина и его взглядов. Вскоре после его осуждения в 2000 году опубликовала в журнале «Новое время» статью, где осуждала его за «людоедские призывы к убийству кремлёвского руководства» и отказывала ему в защите. В 2013 году выступила с критической видеолекцией о нём.

## Религиозность, политические взгляды, привычки и увлечения
Политическую деятельность Деревянкина определяют Православие, крайняя — до фанатизма — набожность, а также ценности западного либерализма и тираноборчество.
В настоящее время его политические взгляды характеризуются своеобразной триадой — христианский демократ, западник, антикоммунист.
Радикальное западничество и либерализм в его мировоззрении сочетаются с русской великодержавностью и крайне негативным отношением к гегемонии США и Евросоюза.
В 1997—2000-х годах в русле своей христианской аскезы Деревянкин активно занимался парашютным спортом в 3-м московском аэроклубе, выполнив большое количество затяжных прыжков с 4000 и 5000 метров. Свободно владеет английским языком. Увлекается английской и русской классической литературой.

## Документы
- Определение Верховного Суда РФ от 17 апреля 2001 года